# Микшичек, Матвей
Матвей Микшичек (чеш. Matěj Mikšíček, 3 февраля 1815, с. Тужин близ Дачице, Австрийская империя (ныне в районе Йиндржихув-Градец Южночешского края Чехии) — 12 марта 1892, Брно) — чешско-моравский писатель

, этнограф и народный деятель. Один из зачинателей радикального моравского народного движения.

## Биография
Образование получил в Градец-Кралове, Литомишле, Вене, Пеште. Обучение в Пеште, повлияло на рост его национального самосознания и привело участию в общественном движении в защиту прав и свобод словаков.
Играя в самодеятельных актерских кружках, стал создателем Словацкого театр в г. Зволене.
После года обучения философии в Пештском университете, продолжил занятия в Брно под руководством Ф. Клацела. Создал такой же театр в Брно, который выступал в студенческой среде со спектаклями на чешском и словацком языках. В качестве журналиста сотрудничал с
чешским литературным и общеобразовательным журналом «Кветы», редактировал журнал «Časopis pro lid» (1843), издавал народные календари, политические-сатирические брошюры.
Перевëл на словацкий язык славянскую патриотическую песню «Гей, славяне» и распространил её в Моравии.
В 1848 был избран делегатом и принял участие в Славянском конгрессе в Праге, ставшего катализатором Пражского восстания 1848 года («Святодуховское восстание»).
На рубеже 1848—1849 в качестве журналиста участвовал в антивенгерском движении словаков, защищал их интересы против венгров.

## Избранные произведения
Из собраний Микшичека по народной литературе наиболее известны:
- «Sbírka pověstí moravských a slezskych» (1843—1845),
- «Národní báchorky» (1845),
- «Pohádky a pověsti lidu moravského» (1847),
- «Národni pohádky a pověsti moravské a slezské» (1888—1889).